# 旧西本組本社ビル
旧西本組本社ビル（きゅうにしもとぐみほんしゃ - ）は、和歌山県和歌山市にあるネオ・ルネサンス様式によるビルディングである。一般には西本ビルとよばれる。国の登録有形文化財に登録。

## 概要
和歌山市の中心部、閑静な住宅地の一角にある当ビルは、歴史ある城下町ながら戦災によって歴史的建築物が殆ど現存しない県都・和歌山市にあって、きわめて数少ない民間所有の近代洋風建築である。施主の西本組（現・三井住友建設）は江戸時代末の慶応年間創業の名門であり、かつては三井財閥とも関係を結び、多くの鉄道建設を手がけるなど日本でも屈指の大手土木建設業者であった会社である。このビルは大正年間、創業者の西本健次郎によってその本社として建てられた。
設計者は当時早稲田大学を卒業したばかりの建築家で、西本家の縁戚であった岩井信一である。当ビルはその卒業作品として設計されたものという逸話が西本家に伝わる。またビル建設時に同時に西本組のトレードマークも公募され、漫画家の小野佐世男の案が採用された。現在の西本組の商標がそれである。
建築的には、当時のオフィスビルとしてはオーソドックスであったネオ・ルネサンス様式を採用しているが、石積や煉瓦積ではなく近代的な鉄筋コンクリート造となっている。3階建てであるが、現代の建物と比すると階高が大きく作られているので、広々とした内部空間を持つ。正面には堂々たる玄関があり、上部には大きなペディメント（破風）がかけられ、それを優美なイオニア式柱頭を持つ石柱が支えている。特筆するべきはこの石柱で、継ぎ目がない一本の石材からなっており、豪奢な造りといえる。
外装は一階部分が西洋建築の基壇（ベースメント）に当たるので、花崗岩の化粧張りが施されている。それに対して2階から上はスクラッチタイルとは異なる茶色のテラコッタ様タイル張りで、当時のモダンな雰囲気を今に伝える。窓は時代がかった縦長の上げ下げ窓で、第二次大戦に戦災により損なわれた多くのものを復旧した木製サッシである。
このビルは代々西本家の運営する建設会社本社ビルとして使われていたが、1990年代になって西本組の後身である三井建設に所有された。しかしその後、三井建設が和歌山を撤退することとなったために西本家が保存を目的に買い戻されたものである。現在はテナントを迎え、様々な芸術活動に対応するスペースとして活用されている。

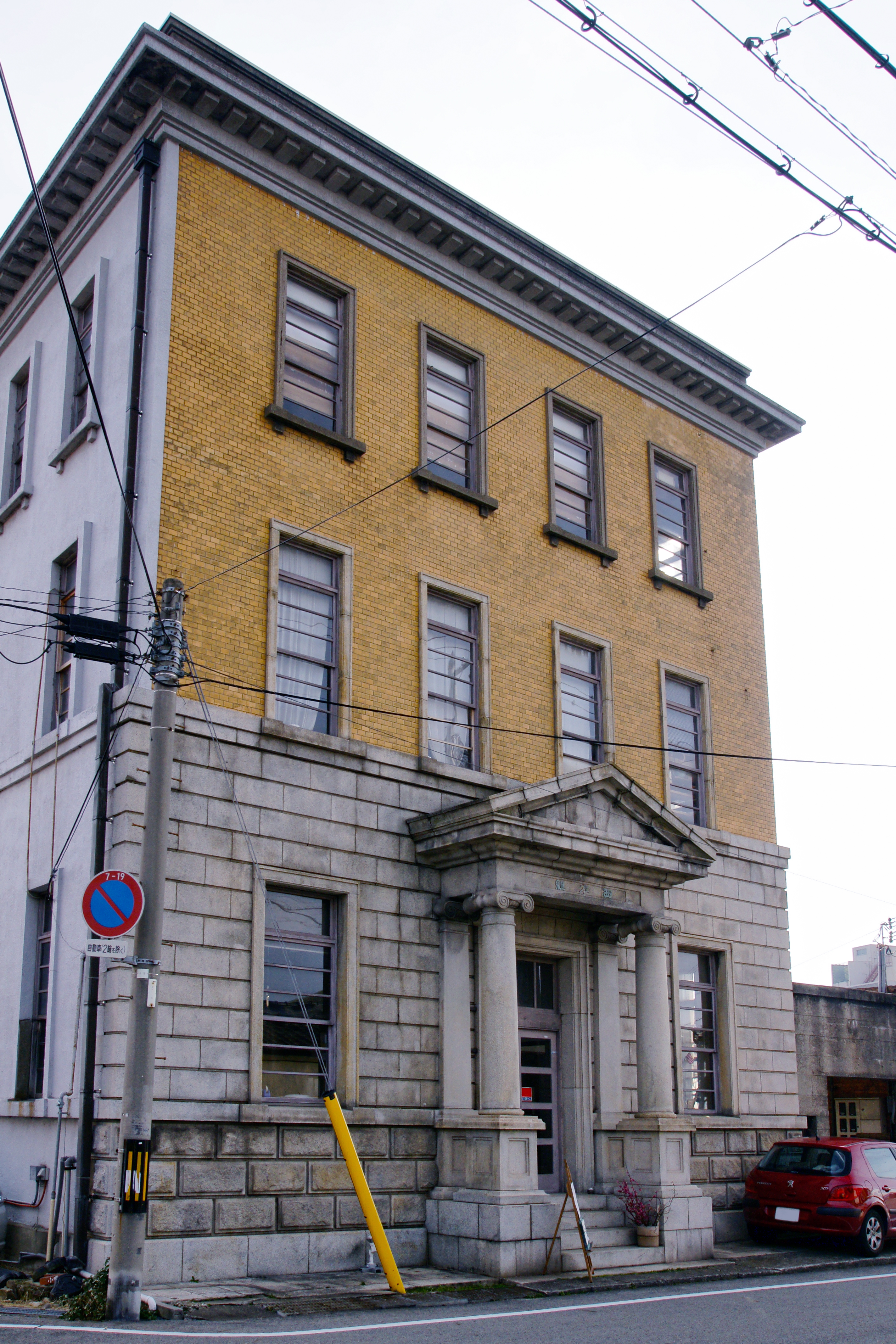
北東側
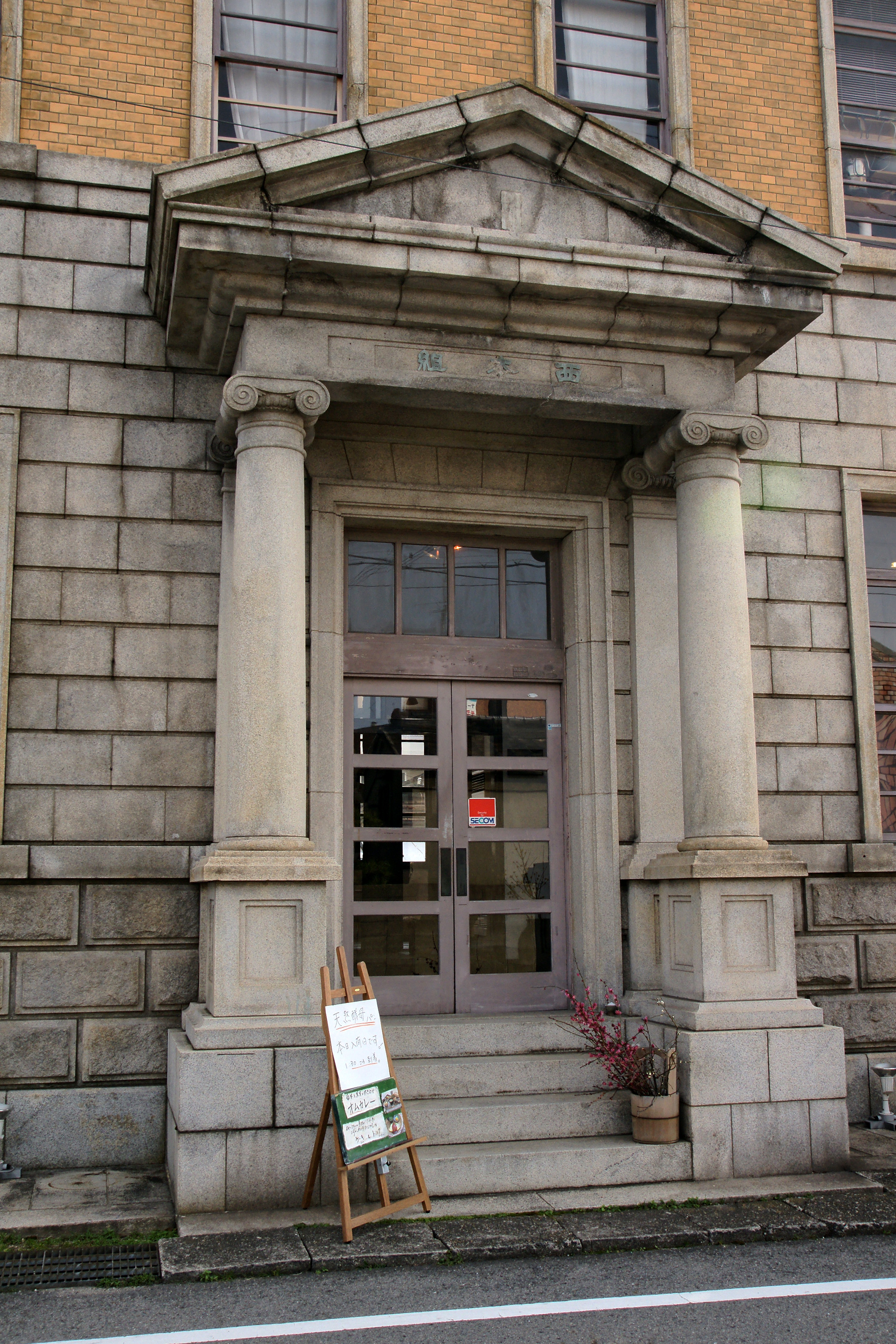
玄関
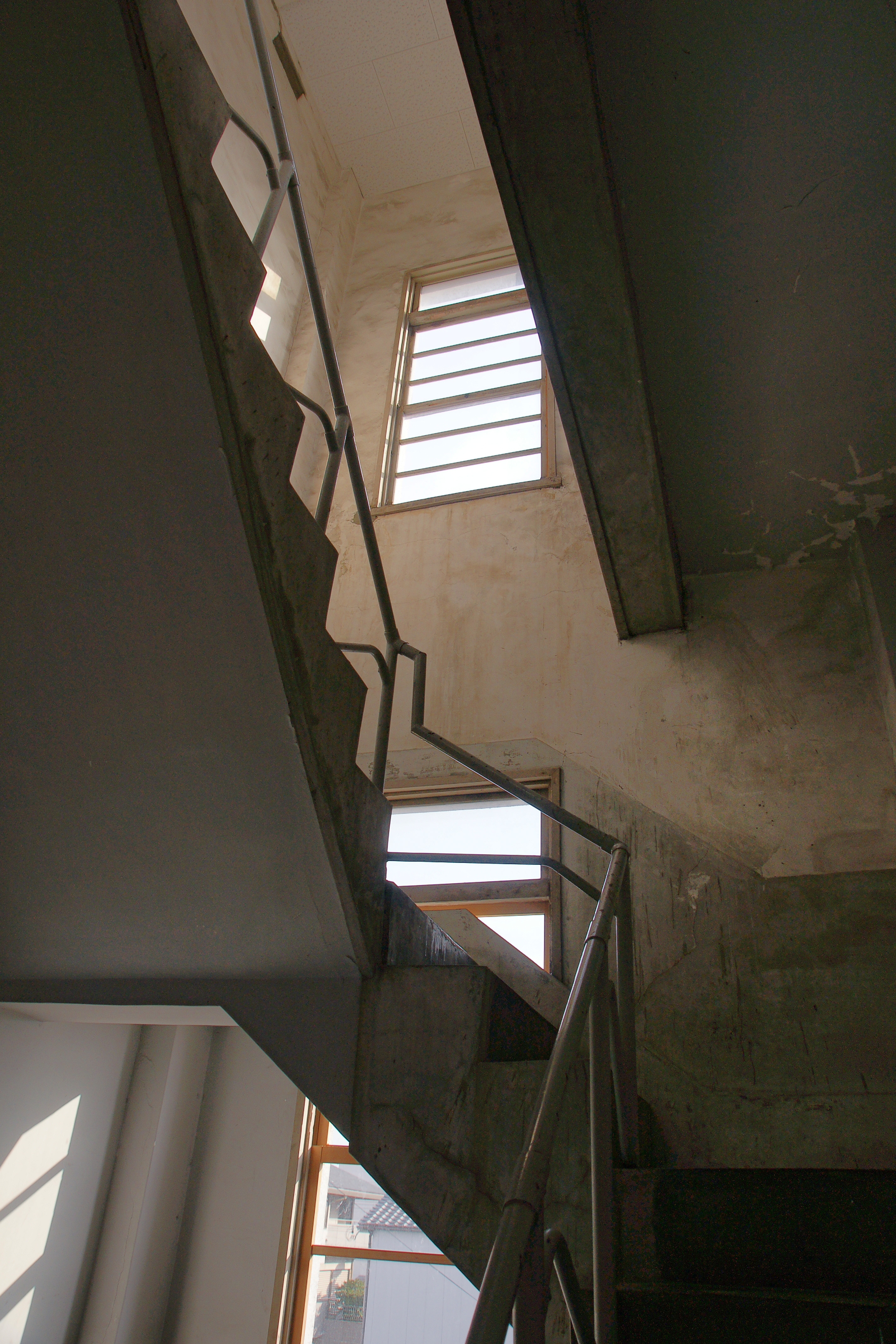
階段

## 所在地
〒640-8224 和歌山県和歌山市小野町3-43

## 利用案内
- 開館時間 - 11:00～19:00
- 休館日 - 毎週水曜日

## アクセス
- 南海和歌山市駅から徒歩約10分
- 南海和歌山市駅3番のりばから和歌山バス35系統新和歌浦行きに乗車し、小野町三丁目停留所下車、徒歩すぐ

## 周辺情報
- 和歌山城ホール
- 和歌山市民図書館
- 和歌山市立博物館
- 和歌山放送